# Irving Calkins
Irving Calkins (n. 31 octombrie 1875, Palmer⁠(d), Massachusetts, SUA – d. 26 august 1958, Springfield, Massachusetts, SUA) a fost un trăgător de tir ce a reprezentat Statele Unite ale Americii, medaliat olimpic. A participat la o ediție a Jocurilor Olimpice (1908) în care a câștigat o medalie de aur.

## Participări
Lista de mai jos prezintă principalele competiții la care a participat Irving Calkins de-a lungul carierei.
- shooting at the 1908 Summer Olympics – men's 50 yard free pistol, team[*]